# شهرک (جماعت)
جماعت شهرک شهرکی در شمال غربی تاجیکستان است که در ناحیهٔ اسفره ولایت سغد قرار دارد. جمعیت این جماعت ۱۳٬۹۹۱ نفر است.